# Yohkoh
Yohkoh (ようこう trong tiếng Nhật, nghĩa là Tia mặt trời), còn được gọi là SOLAR-A, là vệ tinh nghiên cứu về Mặt Trời của Viện Không gian và Khoa học Vũ trụ Nhật Bản với sự cộng tác của Hoa Kỳ và Anh quốc. Nó được phóng vào quỹ đạo Trái Đất vào ngày 30 tháng 8, năm 1991, bằng tên lửa Mu-IIIs-V từ Kyushu, ở làng Uchinoura trên bán đảo Ohsumi.
Vệ tinh này nặng 390 kg, được ổn định bằng 3 trục và nằm trong một quỹ đạo gần tròn. Nó mang theo 4 thiết bị để quan sát Mặt Trời: viễn vọng kính tia X mềm (Soft X-ray Telescope, SXT), viễn vọng kính tia X cứng (Hard X-ray Telescope, HXT), quang phổ kế tinh thể Bragg (Bragg Crystal Spectrometer, BCS) và quang phổ kế băng tần rộng (Wide Band Spectrometer, WBS). Nó cung cấp khoảng 50 Mb dữ liệu mỗi ngày và dữ liệu được lưu trữ trên một máy thu trên vệ tinh có sức chứa 80 Mb.
Vào những năm 1990, nó là kính viễn vọng tia X duy nhất quan sát hoạt động của Mặt Trời, và cho biết toàn bộ chu kỳ hoạt động của các vết đen Mặt Trời.
Trong lần nhật thực hình khuyên vào ngày 14 tháng 12 năm 2001 phi thuyền chuyển vào trạng thái an toàn (safe mode) để bảo tồn năng lượng, và cũng bắt đầu bị trôi dạt nhẹ. Vì Yohkoh mất liên lạc với trạm điều khiển trên mặt đất vào lúc nhật thực đó, người ta không thể theo dõi để cuộn hay điều chỉnh nó. Vào lúc liên lạc được thiết lập lại, các phiến mặt trời của Yohkoh không còn hướng về phía mặt trời, làm suy kiệt năng lượng của phi thuyền. Các nỗ lực phục hồi năng lượng cho phi thuyền thất bại và nó chấm dứt nhiệm vụ. Lúc đầu Nhật Bản tính tuổi thọ của vệ tinh Yohkoh chỉ đạt 3 năm.
Vào ngày 12 tháng 9 năm 2005 phi thuyền bốc cháy khi quay lại Trái Đất trên bầu trời Nam Á. Theo Mạng lưới giám sát không gian Hoa Kỳ, thời điểm phi thuyền rời vị trí là 6:16 chiều giờ tiêu chuẩn Nhật Bản (JST).